# Regine Heintze
Regine Heintze, geborene Lehmann (* 15. Juli 1950) ist eine deutsche Schauspielerin, Regisseurin, Synchron- und Hörspielsprecherin.

## Leben
Regine Heintze (geb. Lehmann) absolvierte ihr Schauspielstudium von 1969 bis 1973 an der Theaterhochschule „Hans Otto“ Leipzig und am Studiotheater des Deutschen Nationaltheaters Weimar. Nach ihrem Abschluss als Diplomschauspielerin hatte sie Engagements am Stadttheater Quedlinburg und am Deutschen Nationaltheater Weimar (DNT Weimar), wo sie bis 1985 fest angestellt war. Es folgte eine Zeit, in der sie als freischaffende Schauspielerin wirkte, um von 2000 bis 2003 wieder am DNT Weimar engagiert zu sein, wo sie bei mehreren Stücken Regie führte.
1999 gründete Regine Heintze das freie Theater D.A.S. Jugendtheater e. V., welches sich später Stellwerk – Junges Theater Weimar nannte und in dem sie häufig Regie führt. Im Theater im Gewölbe Weimar ist sie regelmäßig als Schauspielerin an der Seite ihres Mannes zu erleben, der hier auch häufig Regie, zum Teil bei selbst geschriebenen Stücken, führt. Vielfach war sie als Regisseurin am Theater Erfurt und bei den Kulturfesttagen auf dem Schloss Ettersburg tätig. Am Institut für Jazz der Hochschule für Musik Franz Liszt Weimar wirkte sie mehrere Jahre als Schauspieldozentin.
Seit 1985 beschäftigt sich Regine Heintze intensiv mit dem Malen von Bildern, die bereits in mehreren Ausstellungen der Öffentlichkeit vorgestellt wurden. Sie ist mit dem Schauspieler, Regisseur und Autor Detlef Heintze verheiratet, mit dem sie in Weimar lebt.

## Filmografie
- 1975: Till Eulenspiegel
- 1976: Im Staub der Sterne
- 1976: Werkstatt Zukunft II
- 1978: Hiev up
- 1978: Härtetest (Fernsehfilm)
- 1979: Feuer unter Deck
- 1980: Oben geblieben ist noch keiner (Fernsehfilm)
- 1982: Polizeiruf 110: Der Rettungsschwimmer (Fernsehreihe)
- 1983: Polizeiruf 110: Schnelles Geld
- 1984: Polizeiruf 110: Schwere Jahre
- 1987: Die erste Reihe (Fernsehfilm)
- 1987: Der Staatsanwalt hat das Wort: Unbefleckte Empfängnis
- 1988: Mit Leib und Seele
- 1988: Polizeiruf 110: Still wie die Nacht
- 1989: Die gläserne Fackel (Fernsehserie, 1 Episode)
- 2007: Blöde Mütze!

## Theater

### Schauspielerin
- 1982: Carl Sternheim: Die Hose – Regie: Dieter Roth (Deutsches Nationaltheater Weimar)
- 1987: Molière: Tartuffe – Regie: Hella Müller (Deutsches Nationaltheater Weimar)
- 1987:  Jewgeni Schwarz: Die Schneekönigin – Regie: Roselinde Lange (Deutsches Nationaltheater Weimar)
- 1988: Brendan Behan: Richards Korkbein – Regie: Christina Emig-Könning (Deutsches Nationaltheater Weimar)
- 2019: Thomas Mann: Lotte in Weimar – Regie: Michael Kliefert/Detlef Heintze (Theater im Gewölbe Weimar)
- 2019: Walter Hesse: Besuch vom Teufel – Goethes letzte Tage (Mephisto) – Regie: ? (Theater im Gewölbe Weimar)
- 2019: Peter Hacks: Ein Gespräch im Hause Stein über den abwesenden Herrn von Goethe (Frau von Stein) – Regie: Detlef Heintze  (Theater im Gewölbe Weimar)

### Regisseurin
- 2000: Marius von Meyenburg: Feuergesicht (Deutsches Nationaltheater Weimar)
- 2001: Ljudmila Rasumowskaja: Liebe Jelena Sergejewna (Deutsches Nationaltheater Weimar)
- 2003: Franz Zauleck: Herr Burczik hat sonst nie Besuch (Deutsches Nationaltheater Weimar)
- 2007: Johann Wolfgang von Goethe: Urfaust (Stellwerk – Junges Theater Weimar)
- 2008: Torsten Buchsteiner: Nordost (Stellwerk – Junges Theater Weimar)
- 2009: Rudyard Kipling: Das Dschungelbuch (Stellwerk – Junges Theater Weimar)
- 2009: Walter Hesse: Schiller, ist er des Wahnsinns (Stellwerk – Junges Theater Weimar)
- 2010: William Shakespeare: Was ihr wollt (Stellwerk – Junges Theater Weimar)
- 2010: Molière: Der eingebildet Kranke (Theater Erfurt)
- 2011: Johann Wolfgang von Goethe: Iphigenie auf Tauris (Schloss Ettersburg)
- 2012: Brüder Grimm: König Drosselbart (Theater Erfurt)
- 2012: Bertolt Brecht: Der gute Mensch von Sezuan (Stellwerk – Junges Theater Weimar)
- 2012: Johann Wolfgang von Goethe: Urfaust (Schloss Ettersburg)
- 2012: Marco Baliani nach Heinrich von Kleist: Kohlhaas (Stellwerk – Junges Theater Weimar)
- 2013: Brüder Grimm: Der Froschkönig (Stellwerk – Junges Theater Weimar)
- 2013: Georg Büchner: Leonce und Lena (Stellwerk – Junges Theater Weimar)
- 2014: William Shakespeare: Die Komödie der Irrungen (Schloss Ettersburg)
- 2019: Franz Kafka: Die Verwandlung (Stellwerk – Junges Theater Weimar)
- 2020: Evan Placey: WiLd! (Stellwerk – Junges Theater Weimar)

## Hörspiel
- 1976: Robert Louis Stevenson: Der Diamant des Radschas (Prudence) – Regie: Walter Niklaus (Kinderhörspiel, 3 Teile – Rundfunk der DDR)

## Synchronisation
- 1975: Marianna Wertinskaja als Jacqueline Tussaud in Kapitän Nemo
- 1979: Iren Azer als Lotta Kerum in Aquanauten
- 1980: Ai Kanzaki als Zarin in Anja und die vier Jahreszeiten